# Трогир
Трогир (грч. Tragurion, лат. Tragurium, итал. Trau) је град у Хрватској, у Сплитско-далматинској жупанији.

## Историја
До територијалне реорганизације у Хрватској налазио се у саставу старе општине Трогир.
Град Трогир основали су грчки колонисти са острва Виса у 3. веку п. н. е. Дворац и кула окружени зидинама сачињавају језгро Трогира. Најзначајнији културни споменик је Трогирска катедрала, чији је портал западних врата израдио мајстор Радован. Град Трогир смештен је на обали Каштеланског залива, на острву између Чиова и копна, спојен каменим мостом с копном.
Део историје је и Црква Свих светих у Трогиру.
Године 1838. Трогир се налази приближно на средини између Сплита и Шибеника. Положен је на полуострву а у месту живи тада 3363 становника у 505 домова.
О једном делу историје Трогира може се видети на страници: "Епидемија куге, лепре и колере у Трогиру".

## Становништво
На попису становништва 2011. године, град Трогир је имао 13.192 становника, од чега у самом Трогиру 10.923.

### Град Трогир
| Број становника по пописима | Број становника по пописима | Број становника по пописима | Број становника по пописима | Број становника по пописима | Број становника по пописима | Број становника по пописима | Број становника по пописима | Број становника по пописима | Број становника по пописима | Број становника по пописима | Број становника по пописима | Број становника по пописима | Број становника по пописима | Број становника по пописима | Број становника по пописима |
| --------------------------- | --------------------------- | --------------------------- | --------------------------- | --------------------------- | --------------------------- | --------------------------- | --------------------------- | --------------------------- | --------------------------- | --------------------------- | --------------------------- | --------------------------- | --------------------------- | --------------------------- | --------------------------- |
| 1857.                       | 1869.                       | 1880.                       | 1890.                       | 1900.                       | 1910.                       | 1921.                       | 1931.                       | 1948.                       | 1953.                       | 1961.                       | 1971.                       | 1981.                       | 1991.                       | 2001.                       | 2011                        |
| 3.981                       | 4.636                       | 4.066                       | 4.531                       | 4.705                       | 5.049                       | 4.740                       | 6.271                       | 6.344                       | 6.825                       | 7.074                       | 7.508                       | 9.699                       | 11.484                      | 12.995                      | 13.192                      |

Напомена: Настао из старе општине Трогир. У 1869. садржи део података за општину Марина.

### Трогир (насељено место)
| Број становника по пописима | Број становника по пописима | Број становника по пописима | Број становника по пописима | Број становника по пописима | Број становника по пописима | Број становника по пописима | Број становника по пописима | Број становника по пописима | Број становника по пописима | Број становника по пописима | Број становника по пописима | Број становника по пописима | Број становника по пописима | Број становника по пописима | Број становника по пописима |
| --------------------------- | --------------------------- | --------------------------- | --------------------------- | --------------------------- | --------------------------- | --------------------------- | --------------------------- | --------------------------- | --------------------------- | --------------------------- | --------------------------- | --------------------------- | --------------------------- | --------------------------- | --------------------------- |
| 1857.                       | 1869.                       | 1880.                       | 1890.                       | 1900.                       | 1910.                       | 1921.                       | 1931.                       | 1948.                       | 1953.                       | 1961.                       | 1971.                       | 1981.                       | 1991.                       | 2001.                       | 2011                        |
| 3.201                       | 3.069                       | 3.129                       | 3.392                       | 3.420                       | 3.514                       | 3.296                       | 4.536                       | 4.403                       | 4.348                       | 5.003                       | 6.177                       | 8.588                       | 10.266                      | 10.907                      | 10.923                      |

### Попис 1991.
На попису становништва 1991. године, насељено место Трогир је имало 10.266 становника, следећег националног састава:
| \| Попис 1991. \| Попис 1991. \| Попис 1991. \| Попис 1991. \| Попис 1991. \| \| -------------- \| ------------ \| ----------- \| ----------- \| ----------- \| \| \| \| \| \| \| \| Хрвати \| Хрвати \| \| 9.250 \| 90,10% \| \| Срби \| Срби \| \| 183 \| 1,78% \| \| Југословени \| Југословени \| \| 154 \| 1,50% \| \| Муслимани \| Муслимани \| \| 69 \| 0,67% \| \| Албанци \| Албанци \| \| 40 \| 0,38% \| \| Словенци \| Словенци \| \| 31 \| 0,30% \| \| Црногорци \| Црногорци \| \| 15 \| 0,14% \| \| Турци \| Турци \| \| 11 \| 0,10% \| \| Мађари \| Мађари \| \| 6 \| 0,05% \| \| Македонци \| Македонци \| \| 3 \| 0,02% \| \| Роми \| Роми \| \| 3 \| 0,02% \| \| Словаци \| Словаци \| \| 3 \| 0,02% \| \| Италијани \| Италијани \| \| 2 \| 0,01% \| \| Пољаци \| Пољаци \| \| 2 \| 0,01% \| \| Бугари \| Бугари \| \| 1 \| 0,00% \| \| Грци \| Грци \| \| 1 \| 0,00% \| \| Русини \| Русини \| \| 1 \| 0,00% \| \| Украјинци \| Украјинци \| \| 1 \| 0,00% \| \| Чеси \| Чеси \| \| 1 \| 0,00% \| \| остали \| остали \| \| 2 \| 0,01% \| \| неопредељени \| неопредељени \| \| 121 \| 1,17% \| \| регион. опр. \| регион. опр. \| \| 75 \| 0,73% \| \| непознато \| непознато \| \| 291 \| 2,83% \| \| укупно: 10.266 \| \| \| \| \| |              |  |       |        |
| Попис 1991. |              |  |       |        |
| |              |  |       |        |
| Хрвати | Хрвати       |  | 9.250 | 90,10% |
| Срби | Срби         |  | 183   | 1,78%  |
| Југословени | Југословени  |  | 154   | 1,50%  |
| Муслимани | Муслимани    |  | 69    | 0,67%  |
| Албанци | Албанци      |  | 40    | 0,38%  |
| Словенци | Словенци     |  | 31    | 0,30%  |
| Црногорци | Црногорци    |  | 15    | 0,14%  |
| Турци | Турци        |  | 11    | 0,10%  |
| Мађари | Мађари       |  | 6     | 0,05%  |
| Македонци | Македонци    |  | 3     | 0,02%  |
| Роми | Роми         |  | 3     | 0,02%  |
| Словаци | Словаци      |  | 3     | 0,02%  |
| Италијани | Италијани    |  | 2     | 0,01%  |
| Пољаци | Пољаци       |  | 2     | 0,01%  |
| Бугари | Бугари       |  | 1     | 0,00%  |
| Грци | Грци         |  | 1     | 0,00%  |
| Русини | Русини       |  | 1     | 0,00%  |
| Украјинци | Украјинци    |  | 1     | 0,00%  |
| Чеси | Чеси         |  | 1     | 0,00%  |
| остали | остали       |  | 2     | 0,01%  |
| неопредељени | неопредељени |  | 121   | 1,17%  |
| регион. опр. | регион. опр. |  | 75    | 0,73%  |
| непознато | непознато    |  | 291   | 2,83%  |
| укупно: 10.266 |              |  |       |        |

## Партнерски градови
- Будимпешта XI округ
- Сињ
- Лучера
- Фатерштетен
- Харкањ